# Фудбалска репрезентација Републике Српске
Фудбалска А репрезентација Републике Српске је дио Фудбалског савеза Републике Српске који руководи организацијом фудбалских такмичења у Републици Српској.
Фудбалска репрезентација Републике Српске још увијек нема званичну дозволу за играње међународних фудбалским мечева под контролом Међународне федерације фудбалских асоцијација ФИФА.
И поред тога што за сада нема могућност активног учешће на међународној сцени, фудбалска репрезентација Републике Српске постоји при Фудбалском савезу Републике Српске, именован је селектор a ускоро се очекује и именовање његових помоћника. Треба напоменути да је ИО ФСБиХ дао одобрење ФСРС за наступ А репрезентације у пријатељским мечевима а коначну ријеч, када ће се то и десити, имају ФИФА и УЕФА.
За разлику од сениорске репрезентације младе селекције Републике Српске играју пријатељске утакмице и турнире на којима наступају клубови или регије. Република Српска има селекције: до 19, 18, 17, 16, 15, 14, 13, 12, као и Перспективну селекцију и Селекцију лига ФСРС.

## Историјат
Посљедњих година пред распад СФРЈ фудбал је доживљавао велику експанзију посебно због низа успјеха. Прво је Фудбалска репрезентација Југославије до 20 година освојила злато на Свјетском првенству 1987. у Чилеу, док је Фудбалска репрезентација Југославије до 21 година на Европском првенству била вицешампион. Затим наступ репрезентације Југославије на Светском првенству 1990. када је у 1/8 финала елиминисана Шпанија, након чега је у четвртфиналу након пенала изгубила од Аргентине и завршила на петом мјесту. Ту је и највећи клупски успјех југословенског фудбала, када је ФК Црвена звезда 1991. године освојила Куп европских шампиона у Барију и Интерконтинентални куп у Токију исте године. Не треба изоставити ни успјех ФК Борца из Бања Луке који је 1992. освоји Митропа куп. Био је то први међународни трофеј који освоји неки фудбалски клуб са територије СР БиХ.
Овај успјех, због почетка ратних сукоба и у БиХ, није имао већег одјека углавном на оном дијелу територије БиХ који су већински насељавали Срби. Као и сама земља, тако се у фазама распадала и Прва лига Југославије. У љето 1991. лигу су напустили клубови из Словеније и Хрватске који су формирали своје лиге, а током сезоне 1991/1992. и клубови из Македоније и БиХ. Једино ФК Борац Бања Лука није напустио лигу и остао је да се такмичи и поред тога што је БиХ прогласила независност (мимо воље српског народа у БиХ). Ово је био и симболички чин којим су Срби из БиХ жељели показати да припадају Југославији, коју су сада формирале Србија и Црна Гора. Избијањем рата, фудбал је постао и средство за јачање морала, пружајући војницима на фронту тренутке разоноде, али је служио и као покретач разговора са мировним снагама. Након што је БиХ постала међународно призната држава, Срби су прогласили независност своје државе тражећи независност од БиХ. Убрзо након ове одлуке долази до формирања Фудбалског савеза Републике Српске као и сениорске репрезентације.
Прва утакмица одиграна је на Градском стадиону у Бањој Луци 20. децембра 1992. године. Противник је био тим који је представљао Републику Српску Крајину. Утакмица је завршена резултатом 1:1 а први погодак репрезентација Српске постигла је у 16. минуту захваљујући Зорану Нешковићу. Изједначио је у 45. минуту Тихомир Жорић. Жорић, који је тада наступао за ФК Динара Книн, проглашен је за најбољег играча на том мечу. Утакмицу је пратило око 2000 гледалаца. Републику Српску у том мечу тренирао је Милош Ђурковић, док је помоћни тренер био Младен Катић, а играчи: Никола Чобановић, Драган Марковић, Недо Здјелар, Сретко Војкић, Зоран Врањеш, Стојан Јањетовић, Вељко Саламић (ФК Рудар Приједор), Владо Јагодић, Борче Средојевић, Љубиша Кукавица, Борислав Тонковић, Данијел Пајић (ФК Радник Бијељина), Јовица Лукић, Милан Миладиновић, Стојан Малбашић , Енвер Алишић, Мићо Грачанин, Зоран Нешковић, Алекса Марић, Предраг Шобот, Борис Глуховић, Филип Триван, Драго Лукић и Миро Шарац. За репрезентацију Републике Српске Крајине наступили су: Љубан Вучковић, Мирко Вучковић, Миленко Богуновић, Милан Вукашин, Драган Тица, Зоран Вртељ, Миливој Жарковић, Владимир Божић, Предраг Прибичевић, Радослав Његић и Тихомир Жорић, а касније су у игру ушли и Нединић, Бјеливук, Татић, Божић, Драгишић, Шоргић, Ботић и Чугољ. Селектор је био Слободан Гњилић. Главни судија меча био је Илија Глиговић из Бања Луке док су помоћне судије били Слободан Мицев и Ранко Драгичевић.
| „                                                               | И данас се сећам сваког детаља око те репрезентативне акције против Републике Српске Крајине, долазили смо са фронта да играмо утакмице и борили се за нормалан и достојанствен живот. Време је било тешко, али смо се издигли изнад њега снагом и вољом духа не дозволивши да фудбал стане. Када смо играли ту утакмицу знали смо да има историјску димензију и зато сам и данас поносан што сам био део те историје наше репрезентације и фудбала | ” |
| — Вељко Саламић, Republika Srpska pre 21 godinu igrala prvi meč | |   |

Послије утакмице, рат се интензивирао и репрезентација Републике Српске више није играла утакмице. ФСРС био је усредсређен на организацију клупског првенства и куп такмичења.Прво је 1993. формиран Куп Републике Српске, док је успркос свим напорима Прва лига Републике Српске формирана тек 1995. У периоду између 1999-2001. године Фудбалска репрезентација Републике Српске је одиграла неколико мечева интерног карактера са клубовима из Републике Српске (ФК Рудар Угљевик, ФК Козара Градишка, ФК Пролетер Дворови, ФК Боксит Милићи).
Иако је Дејтонским споразумом омогућено формирање независних спортских организација у Републици Српској које би биле међународно признате, ФИФА и УЕФА су дозволиле ФСРС да учествује на међународној сцени само као дио ФСБиХ. Репрезентација Републике Српске могла је да игра међународне пријатељске утакмице искључиво уз одобрење ФИФЕ. Репрезентација Републике Српске имала је "међународни деби" 2000. године против грчког клуба ФК Кавала која је и побједила резултатом 6–0. Након тога одигране су још двије "међународне утакмице". 2001. године у Њемачкој. У првом мечу против ФК Бајерна II изгубили су резултатом 0:1, док су у утакмици против FC Schweinfurt 4:2. За репрезентацију у тим мечевима су наступали углавном млађи играчи из Прве и Друге лиге Републике Српске.Са друге стране фудбалска репрезентација Републике Српске до 21 године сваке године учествује на "међународним" пријатељским турнирима.
На територији Босне и Херцеговине функционисале су три лиге које су окупљале своје етничке клубове. ФСБиХ, који је настао 1992. је једини признат од ФиФА 1996. и УЕФА 1998. Клубови који су функционисали унутар овог савеза и који су се такмичили у новоформираној Премијер лиги Босне и Херцеговине имали су могућност играња међународних утакмица. Суочен са чињеницом да клубови из Републике Српске нису смјели учествовати на међународним такмичењима, ФСРС је 23. маја 2002. одлучио да се придружи ФСБиХ.  Након тога, Прва лига Републике Српске постала је једна од двије друге лиге у земљи, заједно са Првом лигом Федерације Босне и Херцеговине. Најбоље рангирани клубови из Прве лиге Републике Српске ушли су Премијер лигу Босне и Херцеговине као представници ФСРС. Лигашке утакмице започеле су 4. августа 2002. године.
У ФСРС су имали намјеру да 18. новембра 2008. године у Бањалуци одиграју пријатељску утакмицу са младом репрезентацијом Републике Србије, али је свјетска фудбалска организација (ФИФА) тада забранила утакмицу иако је репрезентација имала одобрење Извршног одбора ФСБиХ. Потпредседник Владе Републике Српске је током посјете делегације регије Венето (Италија) Републици Српској 8. априла 2009, оквирно договорио организовање фудбалских и кошаркашких утакмица репрезентације Републике Српске и Венета, гдје би приход од улазница био намијењен у хуманитарне сврхе као помоћ за настрадале у земљотресу у Италији 2009. године. Ове утакмице никада нису реализоване.
Фудбалска репрезентација је у августа 2013. добила новог селектора Жељка Бувача. Он је на том мјесту смјено Борчета Средојевића који је селекторску каријеру окончао не водећи ни једну утакмицу. Први тренер био је Милош Ђурковић, коме је помоћник био Младен Катић, а наредни Велимир Сомболац, са Велимиром Стојнићем као помоћником.
Фудбалски савез Републике Српске, поново покренуо иницијативу за одигравање пријатељског меча са репрезентацијом Србије, до краја 2013. године. О томе је предсједник ФСРС, разговарао и са Сепом Блатером током посјете Београду. ИО ФС БиХ дао је своју сагласност на одигравање меча. Поново је ФИФА одбила. Репрезентација Републике Српске до 23 године гостовала је код Удинезеа и одиграла неријешено 1:1. Утакмица је играна у марту 2014. на позив Удинезеа а историјски гол за Републику Српску постигао је у 81. минуту сусрета Александар Николић. Током 2014. и 2015. било је неколико покушаја да Репрезентација Српске одигра утакмицу са репрезентацијом Србије и Црне Горе. Међутим поново ФИФА није дала допуштење.

## Дрес репрезентације Републике Српске
Дрес фудбалске репрезентације Републике Српске садржи националне боје заставе Републике Српске, односно грба Фудбалског савеза Републике Српске. Горњи дио дреса је црвене боје, а крагна је плаве боје. Шорц је црвене боје. На горњем дијелу дреса и на шорцу се налази грб ФСРС.

## "Трофеј Београда 2010"
8. међународни турнир "Трофеј Београда 2010" је такмичење младих (1996. годиште) у коме учествују селекције из Србије, Аустрије, Словачке, Словеније, Румуније и Републике Српске поводом обиљежавања јубилеја – 90 година од оснивања Фудбалског савеза Београда.
| 8. међународни турнир „Трофеј Београда 2010"                                      | 8. међународни турнир „Трофеј Београда 2010" | 8. међународни турнир „Трофеј Београда 2010" | 8. међународни турнир „Трофеј Београда 2010" | 8. међународни турнир „Трофеј Београда 2010" | 8. међународни турнир „Трофеј Београда 2010" |
| --------------------------------------------------------------------------------- | -------------------------------------------- | -------------------------------------------- | -------------------------------------------- | -------------------------------------------- | -------------------------------------------- |
| Стадиони ФК Синђелић и ФК Обилић у Београду, 30. април 2010 — 1. мај 2010. године |                                              |                                              |                                              |                                              |                                              |
| Група                                                                             | Тим 1                                        | Резултат                                     | Тим 2                                        | Датум                                        | Стадион                                      |
| А                                                                                 | Република Српска                             | 2 : 2                                        | Бургенланд                                   | 9.30ч 30. април 2010.                        | Стадион ФК Обилић                            |
| Б                                                                                 | Београд                                      | 3 : 0                                        | Братислава                                   | 11.00ч 30. април 2010.                       | Стадион ФК Обилић                            |
| А                                                                                 | Букурешт                                     | 2 : 0                                        | Бургенланд                                   | 17.00ч 30. април 2010.                       | Стадион ФК Синђелић                          |
| Б                                                                                 | Љубљана                                      | 0 : 0                                        | Братислава                                   | 18.30ч 30. април 2010.                       | Стадион ФК Синђелић                          |
| A                                                                                 | Република Српска                             | 1 : 0                                        | Букурешт                                     | 09.00ч 1. мај 2010.                          | Стадион ФК Синђелић                          |
| Б                                                                                 | Београд                                      | 3 : 1                                        | Љубљана                                      | 10.30ч 1. мај 2010.                          | Стадион ФК Синђелић                          |
| Утакмица за 5. мјесто                                                             | Бургенланд                                   | 1 : 2                                        | Братислава                                   | 16.30ч 1. мај 2010.                          | Стадион ФК Обилић                            |
| Утакмица за 3. мјесто                                                             | Букурешт                                     | 0 : 1                                        | Љубљана                                      | 18.00ч 1. мај 2010.                          | Стадион ФК Обилић                            |

| Табела група А и Б | Табела група А и Б | Табела група А и Б | Табела група А и Б | Табела група А и Б | Табела група А и Б | Табела група А и Б | Табела група А и Б | Табела група А и Б | Табела група А и Б |
| ------------------ | ------------------ | ------------------ | ------------------ | ------------------ | ------------------ | ------------------ | ------------------ | ------------------ | ------------------ |
| Поз.               | Тим                | ИГ                 | Д                  | Н                  | П                  | ГД                 | ГП                 | ГР                 | Бод.               |
| Табела групе А:    |                    |                    |                    |                    |                    |                    |                    |                    |                    |
| 1                  | Република Српска   | 2                  | 1                  | 1                  | 0                  | 3                  | 2                  | + 1                | 4                  |
| 2                  | Букурешт           | 2                  | 1                  | 0                  | 1                  | 1                  | 3                  | - 2                | 3                  |
| 3                  | Бургенланд         | 2                  | 0                  | 1                  | 1                  | 2                  | 4                  | - 2                | 1                  |
| Табела групе Б:    |                    |                    |                    |                    |                    |                    |                    |                    |                    |
| 1                  | Београд            | 2                  | 2                  | 0                  | 0                  | 6                  | 1                  | + 5                | 6                  |
| 2                  | Љубљана            | 2                  | 0                  | 1                  | 1                  | 1                  | 3                  | - 2                | 1                  |
| 3                  | Братислава         | 2                  | 0                  | 1                  | 1                  | 0                  | 3                  | - 3                | 1                  |

Поз = Позиција; ИГ = Играо утакмица; Д = Добио; Н = Нерешено; П = Пораза; ГД = Голова дао; ГП = Голова примио; ГР = Гол-разлика; Бод = Бодова

#### Финале
| Финале 8. међународног турнира „Трофеј Београда 2010"                       | Финале 8. међународног турнира „Трофеј Београда 2010" | Финале 8. међународног турнира „Трофеј Београда 2010" |
| --------------------------------------------------------------------------- | ----------------------------------------------------- | ----------------------------------------------------- |
| Стадион ФК „Синђелић“, Београд, Република Србија 10.00ч 2. мај 2010. године |                                                       |                                                       |
| Тим 1                                                                       | Резултат                                              | Тим 2                                                 |
| Република Српска (1996. годиште)                                            | 0 : 0 (4:3 пен.)                                      | Београд (1996. годиште)                               |

| Побједници 8. међународног турнира „Трофеј Београда 2010"                   |        |                |                  |      |
| Стадион ФК „Синђелић“, Београд, Република Србија 11:00ч 2. мај 2010. године |        |                |                  |      |
|                                                                             | Трофеј | Пласман        | Тим              | Фед. |
|                                                                             | Злато  | Побједник      | Република Српска | ФСРС |
|                                                                             | Сребро | Другопласирани | Београд          | ФСБ  |
|                                                                             | Бронза | Трећепласирани | Љубљана          | ФСС  |

| Награде 8. међународног турнира „Трофеј Београда 2010"                      |                 |                  |      |
| Стадион ФК „Синђелић“, Београд, Република Србија 11:00ч 2. мај 2010. године |                 |                  |      |
| Пласман                                                                     | Фудбалер        | Тим              | Фед. |
| Најбољи стријелац                                                           | Милош Зукановић | Београд          | ФСБ  |
| Најбољи играч                                                               | Драган Дошло    | Република Српска | ФСРС |
| Најбољи голман                                                              | Дејан Инђић     | Република Српска | ФСРС |

## Резултати у прошлости
| Датум | Такмичење   | Локација         | Домаћин                     | Резултат | Гостујући                |
| ----- | ----------- | ---------------- | --------------------------- | -------- | ------------------------ |
| 1992  | пријатељска | Бања Лука        | Република Српска            | 1 – 1    | Република Српска Крајина |
| 1993  | пријатељска | Книн             | Република Српска Крајина    | 2 – 0    | Република Српска         |
| 1998  | пријатељска | Источно Сарајево | ФК Славија Источно Сарајево | 2 – 2    | Република Српска         |
| 1999  | пријатељска | Бања Лука        | Република Српска            | 2 – 2    | ФК Козара Градишка       |
| 1999  | пријатељска | Бања Лука        | Република Српска            | 2 – 1    | ФК Рудар Угљевик         |
| 1999  | пријатељска | Бања Лука        | Република Српска            | 4 – 0    | Република Српска У21     |
| 1999  | пријатељска | Дворови          | ФК Пролетер Дворови         | 0 – 4    | Република Српска         |
| 2000  | пријатељска | Бања Лука        | Република Српска            | 1 – 2    | Република Српска У21     |
| 2000  | пријатељска | Бања Лука        | Република Српска            | 4 – 0    | ФК Кавала                |
| 2000  | пријатељска | Бања Лука        | Република Српска            | 2 – 0    | ФК Боксит                |
| 2000  | пријатељска | Угљевик          | ФК Рудар Угљевик            | 1 – 2    | Република Српска         |
| 2000  | пријатељска | Бања Лука        | Република Српска            | 4 – 1    | Република Српска У21     |
| 2001  | пријатељска | Бања Лука        | Република Српска            | 4 – 1    | Република Српска У21     |
| 2001  | пријатељска | Минхен, Њемачка  | ФК Бајерн Минхен II         | 1 – 0    | Република Српска         |
| 2001  | пријатељска | Минхен, Њемачка  | 1. FC Schweinfurt 05        | 2 – 4    | Република Српска         |
| 2001  | пријатељска | Бијељина         | ФК Радник Бијељина          | 1 – 1    | Република Српска         |

## Млађе категорије
Од 2000. године, репрезентација Републике Српске У-19 редовно учествује на међународном турниру Стеван Нештицки у Новом Саду, Србија. Република Српска је у два наврата (2004. и 2012. године) освојила турнир.
| Датум               | Такмичење                         | Мјесто    | Домаћи                        | Резултат    | гостујући                |
| ------------------- | --------------------------------- | --------- | ----------------------------- | ----------- | ------------------------ |
| 8. новембар 2017.   | пријатељска                       | Суботица  | ФК Спартак Суботица           | 1 – 0       | Република Српска до 21   |
| 25. октобар 2017.   | пријатељска                       | Требиње   | Република Српска до 15        | 1 – 0       | Црна Гора до 15          |
| 24. октобар 2017.   | пријатељска                       | Гацко     | Република Српска до 15        | 0 – 1       | Црна Гора до 15          |
| 11. мај 2016.       | пријатељска                       | Београд   | ФК Црвена звезда до 17        | 1 – 1       | Република Српска до 17   |
| 13. април 2016.     | пријатељска                       | Шамац     | ФК Борац Шамац                | 3 – 1       | Република Српска до 21   |
| 12. април 2016.     | пријатељска                       | Крањ      | НК Зарица Крањ                | 0 – 1       | Република Српска до 19   |
| 12. април 2016.     | пријатељска                       | Крањ      | НК Зарица Крањ                | 1 – 2       | Република Српска до 17   |
| 24. новембар 2015.  | 3. "Дан фудбала Републике Српске" | Бијељина  | Тим новинара                  | 1 – 3       | Република Српска до 21   |
| 17. октобар 2015.   | 3. "Дан фудбала Републике Српске" | Рогатица  | ФК Младост Рогатица           | 0 – 7       | Република Српска до 15   |
| 29. септембар 2015  | 3. "Дан фудбала Републике Српске" | Рогатица  | ФК Козара Градишка до 13      | 0 – 1       | Република Српска до 13   |
| 15. септембар 2015. | 3. "Дан фудбала Републике Српске" | Дервента  | ФК Текстилац Дервента         | 0 – 6       | Република Српска до 15   |
| 2. август 2015.     | 21. турнир "Јозеф Кубина"         | Јаблонец  | ФК Храдец Кралове до 15       | 1 – 0       | Република Српска до 15   |
| 2. август 2015.     | 21. турнир "Јозеф Кубина"         | Јаблонец  | ФК Парадубице до 15           | 0 – 0 (2–3) | Република Српска до 15   |
| 1. август 2015.     | 21. турнир "Јозеф Кубина"         | Јаблонец  | ФК Храдец Кралове до 15       | 1 – 2       | Република Српска до 15   |
| 1. август 2015.     | 21. турнир "Јозеф Кубина"         | Јаблонец  | ФК Усти на Лаби до 15         | 0 – 4       | Република Српска до 15   |
| 1. август 2015.     | 21. турнир "Јозеф Кубина"         | Јаблонец  | ФК Слован Либерец до 15       | 2 – 1       | Република Српска до 15   |
| 2. август 2015.     | 21. турнир "Јозеф Кубина"         | Јаблонец  | ФК Храдец Кралове до 13       | 1 – 0       | Република Српска до 13   |
| 2. август 2015.     | 21. турнир "Јозеф Кубина"         | Јаблонец  | ФК Слован Либерец до 13       | 0 – 2       | Република Српска до 13   |
| 1. август 2015.     | 21. турнир "Јозеф Кубина"         | Јаблонец  | ФК Јаблонец до 13             | 0 – 3       | Република Српска до 13   |
| 1. август 2015.     | 21. турнир "Јозеф Кубина"         | Јаблонец  | ФК Усти на Лаби до 13         | 0 – 3       | Република Српска до 13   |
| 1. август 2015.     | 21. турнир "Јозеф Кубина"         | Јаблонец  | ФК Бањик Мост до 13           | 0 – 2       | Република Српска до 13   |
| 28. јун 2015.       | пријатељска                       | Билећа    | ФК Херцеговац до 15           | 0 – 3       | Република Српска до 15   |
| 14. јун 2015.       | Турнир Стеван Нешитцки            | Нови Сад  | ФК Пушкаш aкадемија до 17     | 1 – 1       | Република Српска до 17   |
| 13. јун 2015.       | Турнир Стеван Нешитцки            | Нови Сад  | ФК Славија Софија до 17       | 2 – 0       | Република Српска до 17   |
| 12. јун 2015.       | Турнир Стеван Нешитцки            | Нови Сад  | ФК Војводина до 17            | 1 – 1       | Република Српска до 17   |
| 28. мај 2015.       | пријатељска                       | Добој     | ФС Добој до 17                | 1 – 0       | Република Српска до 17   |
| 1. октобар 2014.    | 2. "Дан фудбала Републике Српске" | Нови Сад  | ФК Војводина до 16            | 1 – 2       | Република Српска до 16   |
| 1. октобар 2014.    | 2. "Дан фудбала Републике Српске" | Нови Сад  | ФК Војводина до 15            | 0 – 1       | Република Српска до 15   |
| 5. август 2014.     | 20. турнир "Јозеф Кубина"         | Јаблонец  | ФК Адмира Праг до 14          | 1 – 1 (2–3) | Република Српска до 14   |
| 5. август 2014.     | 20. турнир "Јозеф Кубина"         | Јаблонец  | ФК Бањик Мост до 12           | 4 – 2       | Република Српска до 12   |
| 4. август 2014.     | 20. турнир "Јозеф Кубина"         | Јаблонец  | ФК Парадубице до 14           | 1 – 0       | Република Српска до 14   |
| 4. август 2014.     | 20. турнир "Јозеф Кубина"         | Јаблонец  | ФК Теплице до 12              | 0 – 2       | Република Српска до 12   |
| 3. август 2014.     | 20. турнир "Јозеф Кубина"         | Јаблонец  | ФК Усти на Лаби до 14         | 0 – 1       | Република Српска до 14   |
| 3. август 2014.     | 20. турнир "Јозеф Кубина"         | Јаблонец  | ФК Јаблонец до 12             | 0 – 2       | Република Српска до 12   |
| 2. август 2014.     | 20. турнир "Јозеф Кубина"         | Јаблонец  | ФК Усти на Лаби до 14         | 0 – 3       | Република Српска до 14   |
| 2. август 2014.     | 20. турнир "Јозеф Кубина"         | Јаблонец  | ФК Усти на Лаби до 12         | 0 – 12      | Република Српска до 12   |
| 1. август 2014.     | 20. турнир "Јозеф Кубина"         | Јаблонец  | ФК Јаблонец до 14             | 0 – 4       | Република Српска до 14   |
| 1. август 2014.     | 20. турнир "Јозеф Кубина"         | Јаблонец  | ФК Бањик Мост до 12           | 0 – 2       | Република Српска до 12   |
| 15. јун 2014.       | Турнир "Душко Ожеговић"           | Бања Лука | НК Олимпија Љубљана до 15     | 0 – 1       | Република Српска до 15   |
| 15. јун 2014.       | Турнир Стеван Нешитцки            | Нови Сад  | Република Српска до 17        | 0 – 1       | ФК Војводина до 17       |
| 14. јун 2014.       | Турнир "Душко Ожеговић"           | Бања Лука | РНК Сплит до 15               | 0 – 0       | Република Српска до 15   |
| 14. јун 2014.       | Турнир Стеван Нешитцки            | Нови Сад  | ФК Партизан до 17             | 3 – 2       | Република Српска до 17   |
| 13. јун 2014.       | Турнир "Душко Ожеговић"           | Бања Лука | ФК Слобода Мркоњић Град до 15 | 3 – 0       | Република Српска до 15   |
| 13. јун 2014        | Турнир Стеван Нешитцки            | Нови Сад  | ФК Пушкаш aкадемија до 17     | 2 – 0       | Република Српска до 17   |
| 28. новембар 2013.. | пријатељска                       | Бијељина  | Република Српска до 15        | 1 – 1       | Србија до 15             |
| 28. новембар 2013.. | пријатељска                       | Бијељина  | Република Српска до 16        | 0 – 0       | Србија до 16             |
| 17. октобар 2013..  | пријатељска                       | Бијељина  | Република Српска до 14        | 1 – 1       | ФС Београд               |
| 9. октобар 2013..   | пријатељска                       | Женева    | ФК Сервет                     | 4 – 1       | Република Српска до 18   |
| 11. септембар 2013. | 1. "Дан фудбала Републике Српске" | Бања Лука | Прва лига Републике Српске    | 0 – 2       | Република Српска до 21   |
| 11. септембар 2013. | 1. "Дан фудбала Републике Српске" | Бања Лука | Република Српска до 16        | 0 – 2       | Република Српска до 17   |
| 11. септембар 2013. | 1. "Дан фудбала Републике Српске" | Бања Лука | Република Српска до 15        | 3 – 0       | ФК Слога Добој до 15     |
| 11. септембар 2013. | 1. "Дан фудбала Републике Српске" | Бања Лука | Република Српска до 14        | 2 – 0       | ФК Козара Градишка до 14 |
| 11. септембар 2013. | 1. "Дан фудбала Републике Српске" | Бања Лука | Република Српска до 13        | 3 – 0       | ФК Борац Бања Лука до 13 |
| 5. септембар 2013.  | пријатељска                       | Бања Лука | Република Српска до 12        | 2 – 2       | ФК Војводина до 12       |
| 16. јун 2013.       | Турнир Стеван Нешитцки            | Нови Сад  | НК Осијек до 19               | 4 – 2       | Република Српска до 19   |
| 15. јун 2013.       | Турнир Стеван Нешитцки            | Нови Сад  | ФК Црвена звезда до 19        | 4 – 0       | Република Српска до 19   |
| 14. јун 2013.       | Турнир Стеван Нешитцки            | Нови Сад  | ФК Пушкаш академија           | 2 – 0       | Република Српска до 19   |
| 5. јун 2013.        | пријатељска                       | Земун     | ФК Партизан до 15             | 1 – 6       | Република Српска до 15   |
| 5. јун 2013.        | пријатељска                       | Земун     | ФК Партизан до 15             | 0 – 8       | Република Српска до 15   |
| 23. април 2013.     | пријатељска                       | Печуј     | Мађарска до 14                | 5 – 3       | Република Српска до 14   |
| 23. април 2013.     | пријатељска                       | Печуј     | Мађарска до 15                | 1 – 3       | Република Српска до 15   |